# 簡兆平
簡兆平（1938年3月2日—）广东增城荔城鎮人，后旅居香港，社会活动家，保钓运动人士。

## 生平
簡兆平生于1938年。幼时在家乡广东增城目睹日军的侵略。其父簡耀垣在1937年7月7日抗日战争爆发後在廣州市大中中學投筆從戎，編入國軍粵北挺進殺敵隊，参加抗日战争，后升至大隊副。抗日戰争勝利後，簡耀垣离开军职從商，后来在「文化大革命」期间被逼死。
簡兆平早年先后在荔城鎮第二小學、增城第一中學畢業。后来，他先后毕业于佛山專區體校專修班、廣州體育學院中學教師培訓班。他在中国大陸长期担任教師，「文化大革命」被作为牛鬼蛇神揪鬥。1978年，簡兆平和妻子、兒子申請赴香港，此后一直經營进出口貿易与海綿工廠。在商业经营之外，簡兆平还投身第二次世界大战史實維護工作，经常參与中国及國際學術論壇，並一直在協助抗日战争受難后倖存的中国人向日本政府索償。 
他是香港耀興出入口公司東主，廣州增城耀興海綿廠有限公司董事長，世界抗日戰爭史實維護聯合會亞洲區會長，中华人民共和国教育部抗日口述史顧問，中華民國華僑救國聯合总会理事，增城市僑聯顧問，旅港增城同鄉會首席會長。